# لويس أبولافيا
لويس أبولافيا (23 فبراير 1941 – 30 أكتوبر 1995) هو فنان وناشط اجتماعي وشخصية شعبية راحل. كان ترشيحه لمنصب رئيس الولايات المتحدة في ظل حزب العراة في الستينيات وما بعدها شكلاً من أشكال المسرح السياسي أو الفن الأدائي.

## الوفاة
توفي لويس أبولافيا بجرعة زائدة من المخدرات عام 1995 في كاليفورنيا، عن عمر يناهز 54 عامًا.